# ワニエソ
ワニエソ（鰐鱛）、学名 Saurida wanieso は、ヒメ目・エソ科に分類される魚の一種。日本産エソ科魚類では最大種で、食用に漁獲される。

## 特徴
成魚は全長70cmを超え、日本沿岸で漁獲されるエソ科魚類の中では最大種である。和名はマエソやトカゲエソなどの同属種に比べて大型であることから、ワニに例えられたものである。また、学名の種小名も日本語名の"wanieso"で記載されている。
体型はマエソやトカゲエソに似て、頭部の前方に偏った目、大きな口と鋭い歯、円筒形の体型、上面が褐色・下面が白の体色などを特徴とする。ただしワニエソは同属他種より明らかに大型になること、尾鰭の上縁に黒点列がなく、尾鰭下側が黒いこと、オス成魚の背鰭第2軟条が糸状に伸びることなどで区別する。

### 生態
西太平洋とインド洋の熱帯・亜熱帯海域に広く分布する。日本でも南日本の暖流に面した地域で見られる。
浅い海からやや深い海の砂泥底に生息する。東シナ海における漁場調査では、水深80m・水温18℃・塩分34.3前後の海域に多いというデータがある。食性は肉食性で、甲殻類や頭足類を大きな口で捕食する。
産卵期は東シナ海で4-6月、壱岐・対馬周辺海域では8-9月と地域によって差異が見られる。

## 利用
底引き網で漁獲されるが、マダイなどを狙った釣りで外道として揚がることもある。東シナ海はかつて本種を含むマエソ属の好漁場だったが、1950年代に14,000-18,000tあった漁獲量が21世紀初頭には3,000t前後までに減少しており、沿岸諸国による資源管理が課題となっている。
魚肉練り製品の材料として価値が高く、重要な魚種となっている。肉は白身で歯ごたえもあり、鮮魚として唐揚げや煮付け等に利用できなくはないが、太い小骨がたくさん通っており、そのまま食べるのには向かない。